# Eukoenenia brignolii
Eukoenenia brignolii är en spindeldjursart som beskrevs av Bruno Condé 1979. Eukoenenia brignolii ingår i släktet Eukoenenia och familjen Eukoeneniidae. Inga underarter finns listade i Catalogue of Life.